# یواس‌اس جارویس (دی‌دی-۳۹۳)
یواس‌اس جارویس (دی‌دی-۳۹۳) (به انگلیسی: USS Jarvis (DD-393)) یک کشتی بود که طول آن ۳۴۱ فوت ۸ اینچ (۱۰۴٫۱۴ متر) بود. این کشتی در سال ۱۹۳۷ ساخته شد.